# Torpeda wz. AB
Torpeda wz. AB – opracowana w Wielkiej Brytanii, produkowana następnie dla polskiej Marynarki Wojennej parogazowa torpeda ciężka kalibru 533 mm, przeznaczona do użycia z wyrzutni polskich okrętów podwodnych typu Orzeł oraz niszczycieli typu Grom. Torpedy te wyposażone były w ładunek wybuchowy o masie 300 kilogramów z zapalnikiem kontaktowym, długość pocisku wynosiła 7,2 metra, zaś jej zasięg przy prędkości 47 węzłów wynosił 3000 metrów.
Decyzję o rozpoczęciu procedury pozyskania nowych torped kalibru 533 mm podjęto na przełomie 1934 i 1935 roku, w związku z zamiarem nabycia dwóch niszczycieli i okrętów podwodnych. Do wybranych firm wysłano ofertę zakupu 54 torped kalibru 533 mm oraz 30 torped kalibru 450 mm. Kierownictwo Marynarki Wojennej zainteresowane było dalszą współpracą z francuskim przedsiębiorstwem Société des Torpilles de Saint Tropez, jednak z uwagi na lepsze parametry techniczne i niższą cenę, wybrano torpedy brytyjskie. Pierwszą umowę o numerze 839/34 na dostawę 66 torped podpisano 27 marca 1935 roku z The Whitehead Torpedo Company Ltd. w Weymouth, przy cenie jednostkowej 2170 funtów, z terminem dostawy 1 maja 1938 roku. W odpowiedzi na zapytanie ze strony polskiej, brytyjskie przedsiębiorstwo przedstawiło ofertę sprzedaży torped według przedstawionych marynarce projektów 10856B, 10858D oraz 10886E – nie zachowały się jednak do dziś dokumenty pozwalające na stwierdzenie, który z tych projektów został wybrany przez polską flotę. W polskiej marynarce nowym torpedom nadano oznaczenie „wzór AB”. Zamówienie 66 pocisków oznaczało, że nie pokrywało ono pełnej jednostki ognia każdego okrętu dla którego były przeznaczone (6 torped w wyrzutniach i 7 torped zapasu dla niszczycieli oraz 20 torped dla okrętów podwodnych i 24 torpedy zapasu), co oznaczało, że we wrześniu 1939 roku brytyjskie torpedy w posiadaniu Marynarki Wojennej stanowiły 58% etatu.
Wynikające z zachowanych dokumentów parametry techniczne torped wzoru AB, nie odpowiadają specyfikacji technicznej żadnej ze znanych torped brytyjskich tego czasu, toteż nie jest dziś jasne czy brytyjski zakład przedstawił stronie polskiej gotowe projekty torped, które nie miały swojego odpowiednika w marynarce brytyjskiej, czy też projekty te zostały opracowane specjalnie dla polskiej marynarki.
|                   | wzór AB                                              | Mark VIII      | Mark IX                        |
| ----------------- | ---------------------------------------------------- | -------------- | ------------------------------ |
| Kaliber           | 533 mm                                               | 533 mm         | 533 mm                         |
| Rok               | 1938                                                 | 1927           | 1930                           |
| Długość           | 720 cm                                               | 657 cm         | 727 cm                         |
| Waga              | 1630 kg                                              | 1566 kg        | 1693 kg                        |
| Ładunek głowicy   | 300 kg                                               | 340 kg         | 340 kg                         |
| Prędkość / Zasięg | 47 w. / 3 km 43 w. / 5 km 40 w. / 6 km 33 w. / 10 km | 40 w. / 4,5 km | 36 w. / 9,6 km 30 w. / 12,3 km |